# Marea criză economică din 1987
Marea criză economică din 1987, numită și lunea neagră sau crahul bursier din 1987, se referă la criza economică care a început cu căderea la bursă din 19 octombrie 1987.